# Perfect Girls/To The Top
『Perfect Girls/To The Top』（パーフェクトガールズ/トゥーザトップ）は、Dreamのインディーズシングル。

## 概要
- DRMの活動休止、結成時のメンバーであった長谷部優の脱退、Dreamへの改名、所属事務所・レーベル移籍[1]後の再始動両A面シングル。
- レーベルはRhythm REPUBLIC
- ミュージックビデオは「Perfect Girls」のみが存在する。
- インディーズではあるものの、2曲ともタイアップされている。[2][3][4]
- mu-moショップ、EXILE mobile、Dreamのライブ会場などで、数量限定販売されている。

## 収録曲
1. Perfect Girls
作詞・作曲：Tatta Works、編曲：UTA
映画『湾岸ミッドナイト THE MOVIE』主題歌[2][3]
2. To The Top
作詞：STY、Dream、作曲・編曲：STY
海外ドラマ『プリズン・ブレイク ファイナル・シーズン』DVD発売キャンペーンソング[2][4]
3. Perfect Girls（Instrumental）
4. To The Top（Instrumental）

## DVD
1. Perfect Girls（Video Clip）